# Herba nuosa
El ripoll o herba nuosa (Oryzopsis miliacea) és una espècie d'herba originària d'Euràsia, però es pot trobar en moltes altres parts del món com espècie introduïda i en algunes ocasions com a mala herba en àrees pertorbades. És una herba perenne que produeix robustes tiges erectes que poden arribar als 1,5 metres d'altura. La inflorescència és una panícula de diversos verticils de branques que es divideixen en branques secundàries que porten raïms d'espiguetes.